# Zemianska Olča
Zemianska Olča (Hongaars:Nemesócsa) is een Slowaakse gemeente in de regio Nitra, en maakt deel uit van het district Komárno.
Zemianska Olča telt 2598 inwoners.